# Stromanthe stromanthoides
Stromanthe stromanthoides là một loài thực vật có hoa trong họ Marantaceae. Loài này được (J.F.Macbr.) L.Andersson miêu tả khoa học đầu tiên năm 1981.